# Un traître à Scotland Yard
Pour plus de détails, voir Fiche technique et Distribution.
Un traître à Scotland Yard (Offbeat) est un film britannique réalisé par Cliff Owen, sorti en 1961.

## Fiche technique
- Titre : Un traître à Scotland Yard
- Titre original : Offbeat
- Réalisation : Cliff Owen
- Scénario : Peter Barnes
- Photographie : Geoffrey Faithfull
- Montage : Antony Gibbs (en)
- Musique : Ken Jones
- Pays d'origine : Royaume-Uni
- Format : Noir et blanc
- Genre : policier
- Durée : 71 minutes
- Date de sortie : 1961

## Distribution
- William Sylvester : Layton / Steve Ross
- Mai Zetterling : Ruth Lombard
- John Meillon : Johnny Remick
- Anthony Dawson : James Dawson
- Neil McCarthy : Leo Farrell
- Harry Baird : Gill Hall
- John Phillips : Chef Superintendent Gault
- Victor Brooks (en) : Inspecteur Adams
- Joseph Fürst (en) : Paul Varna
- Diana King (en) : Maggie Dawson
- Ronald Adam : J. B. Wykeham